# Elbeuf-en-Bray
Elbeuf-en-Bray és un municipi francès situat al departament del Sena Marítim i a la regió de Normandia. L'any 2007 tenia 390 habitants.

## Demografia

### Població
El 2007 la població de fet d'Elbeuf-en-Bray era de 390 persones. Hi havia 143 famílies de les quals 28 eren unipersonals (24 homes vivint sols i 4 dones vivint soles), 40 parelles sense fills, 67 parelles amb fills i 8 famílies monoparentals amb fills.
La població ha evolucionat segons el següent gràfic:
Habitants censats

### Habitatges
El 2007 hi havia 175 habitatges, 146 eren l'habitatge principal de la família, 18 eren segones residències i 10 estaven desocupats. 174 eren cases i 1 era un apartament. Dels 146 habitatges principals, 126 estaven ocupats pels seus propietaris, 18 estaven llogats i ocupats pels llogaters i 3 estaven cedits a títol gratuït; 2 tenien una cambra, 8 en tenien dues, 16 en tenien tres, 43 en tenien quatre i 78 en tenien cinc o més. 139 habitatges disposaven pel capbaix d'una plaça de pàrquing. A 63 habitatges hi havia un automòbil i a 78 n'hi havia dos o més.

### Piràmide de població
La piràmide de població per edats i sexe el 2009 era:
| Homes | Edats   | Dones |
| ----- | ------- | ----- |
| 0     | 95 o +  | 0     |
| 0     | 90 a 94 | 0     |
| 0     | 85 a 89 | 0     |
| 4     | 80 a 84 | 0     |
| 0     | 75 a 79 | 4     |
| 8     | 70 a 74 | 8     |
| 4     | 65 a 69 | 12    |
| 16    | 60 a 64 | 8     |
| 0     | 55 a 59 | 12    |
| 16    | 50 a 54 | 8     |
| 8     | 45 a 49 | 4     |
| 12    | 40 a 44 | 24    |
| 32    | 35 a 39 | 24    |
| 8     | 30 a 34 | 8     |
| 16    | 25 a 29 | 12    |
| 0     | 20 a 24 | 8     |
| 28    | 15 a 19 | 8     |
| 28    | 10 a 14 | 16    |
| 12    | 5 a 9   | 4     |
| 16    | 0 a 4   | 4     |

## Economia
El 2007 la població en edat de treballar era de 258 persones, 186 eren actives i 72 eren inactives. De les 186 persones actives 170 estaven ocupades (97 homes i 73 dones) i 16 estaven aturades (8 homes i 8 dones). De les 72 persones inactives 23 estaven jubilades, 20 estaven estudiant i 29 estaven classificades com a «altres inactius».

### Ingressos
El 2009 a Elbeuf-en-Bray hi havia 153 unitats fiscals que integraven 410,5 persones, la mediana anual d'ingressos fiscals per persona era de 18.230 €.

### Activitats econòmiques
Dels 17 establiments que hi havia el 2007, 1 era d'una empresa extractiva, 3 d'empreses de fabricació d'altres productes industrials, 7 d'empreses de construcció, 2 d'empreses de comerç i reparació d'automòbils, 1 d'una empresa de transport, 1 d'una empresa immobiliària, 1 d'una empresa de serveis i 1 d'una empresa classificada com a «altres activitats de serveis».
Dels 7 establiments de servei als particulars que hi havia el 2009, 1 era un paleta, 2 fusteries, 1 lampisteria, 1 electricista, 1 empresa de construcció i 1 saló de bellesa.
L'any 2000 a Elbeuf-en-Bray hi havia 21 explotacions agrícoles que ocupaven un total de 1.053 hectàrees.

## Equipaments sanitaris i escolars
El 2009 hi havia una escola elemental integrada dins d'un grup escolar amb les comunes properes formant una escola dispersa.

## Poblacions més properes
El següent diagrama mostra les poblacions més properes.